# 안톤 함메를
안톤 라자러스 함메를(영어: Anton Lazarus Hammerl, 1969년 12월 12일 ~ 2011년 4월 5일)은 보도 사진기자로, 2011년 4월 5일 리비아 내전을 취재하던 중 브레가 외곽 지역에서 무아마르 카다피의 군부가 쏜 총에 맞아 사망하였다.
카다피 정권은 함메를의 죽음 이후에, 그가 리비아 감옥에 억류되어 있지만 안전하게 살아있다고 했으며, 가족들은 그 말을 믿고 있었다. 하지만 가족들은 함메를이 사망하였을 당시 그와 같이 있었던 기자들의 석방 이후인 5월 19일에 비로소 그의 죽음에 대해 알게 되었다. 함메를은 리비아 내전 중에 사망한 5명의 기자들 중의 1명이었다. 그의 시신은 아직 발견되지 못했다.

## 개인적인 경력
안톤 라자러스 함메를은 루트비히와 프리다 함메를의 아들로 1969년 12월 12일 남아프리카공화국의 요하네스버그에서 태어났다. 함메를은 킹 에드워드와 루스벨트 고등학교를 졸업했다. 1990년대 초반 사진 공부를 마쳤을 때, 그는 보도사진기자로 경력을 쌓기 시작했다. 그는 인종차별 시기와 앙골라 내전 중에 남아프리카 공화국의 자위대로 선발되어 참전하였다. 2년간의 복무 끝에 그는 남아프리카 공화국의 행정 수도인 프리토리아 과학 기술 대학에 입학해 사진을 공부했다.

## 사생활
2003년 함메를은 페니 수크라지와 결혼했다. 그들에게는 3명의 자녀가 있다. 함메를은 남아프리카공화국과 오스트리아의 이중 국적자이다.

## 전문적인 경력
1992년 함메를은 남아공의 일간 신문인《더 스타》에서 프리랜서 사진기자로 일을 시작하면서 대학교 동료이자 멘토인 켄 오스터브룩과 만나게 된다. 남아공 출신인 오스터브룩은 뱅뱅 클럽의 멤버였다. 더 스타와 일한 후에 함메를은《AP 통신사》의 프리랜서로 일을 하면서 남아공 시위와 인종 차별 정책의 종료 시점을 취재했다. 1995년 함메를은 계속해서 더 스타와 함께 일을 하면서, 남아공 독립신문인《새터데이 스타》와《선데이 인디펜던트》의 수석 사진작가로 일을 하기 시작했다. 2001년 그는《새터데이 스타》에서 사진부의 책임자 및 편집장이 되었다.
2006년부터 사망한 2011년까지 함메를은 프리랜서 보도 사진기자가 되기 위해 런던으로 돌아가 그곳에서 거주했다.

## 죽음
언론은 2011년 4월 5일 아침에 함메를이 3명의 다른 기자들과 함께 브레가의 외곽 지역의 멀리 떨어진 사막에서 리비아군에게 공격을 당했다고 보도했다. 여기에는《글로벌포스트》에 정기적으로 글을 기고하고 있는 미국의 프리랜서 기자인 제임스 폴리와 미국의 종합 월간지인《월간 애틀랜틱》, 《크리스천 사이언스 모니터》, 《USA 투데이》지의 프리랜서 기자인 클레어 모르가나 길리스, 그리고 스페인 사진기자인 마누 브라보가 포함되어 있었다. 총격이 시작됐을 때, 제임스 폴리와 클레어 모르가나 길리스는 함메를이 "도와줘!"라고 소리치는 것을 들었다. 함메를은 그 자리에서 사망했고 다른 3명의 기자들은 카다피 군대에 의해 폭행을 당했으며 그들의 포로가 되었다.
폴리는 "안톤이 그 자리에서 죽은 걸 보았을 때 모든 것이 변한 듯했다. 심지어 내가 맞고 있다는 것을 느끼지도 못했다"고 진술했다. 길리스는 "우리는 모두 그를 흘깃 내려다 봤고 그들이 우리를 데려갈 때, 그가 피투성이가 되어 쓰러져 있는 것을 보았다. 그리고 나서 우리는 트럭에 실렸고 머리는 아래로 처박혔다. 우리는 나중에 그에게 어떤 일이 일어나는지 아무것도 볼 수 없었다." 고 말했다. 공격으로 함메를이 사망한 후에 리비아 정부는 45일 동안 가족들에게 그가 아직 살아있다는 거짓된 정보를 주었다.

### 사건의 전말
함메를의 여정이 시작되기 전 3월 한 달 동안 2명의 기자(알리 하산 알자베르와 모하메드 나부스)가 리비아 내전을 취재를 하던 도중 벵가지에서 사망했다. 3월 28일 리비아에서 카다피 정부를 대상으로 한 봉기가 일어났으며, 함메를은 반정부 봉기를 취재하기 위해 런던에서 리비아로 향했다. 그의 가족의 언급에 의하면 함메를과의 마지막 연락은 4월 4일이었으며, 그는 기자들과 함께 그들의 벵가지 기지에서 떨어진 시골지역으로 드라이브를 했다고 말했다.
다음날 함메를은 브레가 외각지역의 사막에서 사망했다. 기자들은 반군과 카다피 정부군의 사이에서 일어난 전투를 포착하기 위해 최전방으로 향했으며, 결국 함메를은 총에 맞았고 다른 이들은 체포되었다. 함메를의 시신은 사막에 남아있었다. 그 당시 목격자들의 증언에 따르면 함메를과 기자들이 타고 있던 차는 탑승자가 없는 상태에서 파괴되었고 사상자는 없는 것으로 보고되었다.
함메를의 가족은 그가 실종된 것을 알고 그의 석방을 위해 남아프리카 공화국 정부에 구호를 요청했다. 4월 7일, 국제인권감시기구인 휴먼 라이츠 워치는 함메를의 부인인 페니 수크라지와 연락을 취했고, 그가 2명의 미국인 기자와 스페인 사진기자와 함께 카다피 정부군에 의해 납치됐을 가능성이 있다고 여겼다. 남아공의 외교관이 트리폴리 대사관에 더 이상 남아 있지 않았기 때문에 수크라지는 런던에 있는 남아공 영사관과 연락했고 정보는 남아공 쪽으로 넘어갔다.
4월 8일에 국제인권감시기구는 가족들에게 리비아 정부 당국이 함메를을 포함한 2명의 미국인 기자와 1명의 스페인 기자가 납치된 것을 확인했다고 알렸다. 하지만 리비아 정부 당국은 기자들을 트리폴리로 이송하여 석방했다고 언급했다. 같은 날, 남아공의 고위층 영사는 터키 대사관의 직원이 미국정부를 대신하여 행동함으로써 석방을 위한 협상이 용이해질 것이라고 말했다. 4월 9일 남아공 영사관원은 남아공 대통령인 제이콥 주마가 함메를의 억류에 관해서 리비아 정부와 문제를 논의하기 위해 리비아 방문을 계획 중이라는 공식 설명을 발표했다. 그러나 다음날 가족들은 함메를의 석방 문제에 대해 주마 대통령의 대표단이 아직 결정되지 않았다는 것을 알았고, 주마 대통령은 이 문제로 인해 비난받았다. 4월 14일, 남아공 정부는 미국, 스페인, 오스트리아 정부와 함께 기자단의 석방을 위해 협력을 기울였다.
4월 20일에 2명의 사진기자인 팀 헤더링톤과 크리스 혼드로스가 미스라타에서 살해되었다고 보도되었다. 남아공 기자들과 사진기자들은 케이프타운의 국회의사당 외부에서 함메를의 구금에 대한 정부의 조치를 촉구하는 시위에 참여했다. 4월 21일 남아공 출신의 기자들과 사진작가들은 요하네스버그의 하이드공원에서 함메를의 어려운 상황에 대해 대중의 관심을 이끌어 내기 위한 시위를 했다.
3명의 기자들이 각각 모습을 드러냈지만 그곳에 함메를은 없었다. 3명은 4월 23일 토요일에 그들의 가족들에게 전화하는 것이 허락되었지만, 함메를의 가족들은 그로부터 어떠한 소식도 듣지 못 했다. 처음에 함메를과 같이 납치된 것으로 생각되었던 길리스가 리비아의 감옥에서 부모님과 전화통화를 했다. 그러나 4월 21일 언론 보도에 따르면 그녀는 폴리, 브라보와 함께 납치되었을 때 함메를과 같이 있지 않았다고 전했다.
그럼에도 불구하고 모두가 함메를이 여전히 살아있다고 믿었다. 4월 22일의 제임스 폴리가 소속된 보스턴 소재의《글로벌포스트》의 이야기에 따르면 리비아 정부는 그가 살아있으며 잘 지내고 있다고 주장했으며, 남아공 외교부는 이것을 공식적으로 확인했다. 4월 16일, 오스트리아 외무부는 입수된 리비아 연락망의 자료들을 통해 그의 안전을 확인했다고 전했다.
4월 28일 유엔은 카다피 정부군의 외국 기자단의 억류를 포함한 인권 위반 범죄 혐의를 조사하기 위해 3인조 특별 수사대를 리비아로 파견했다. 지지자들은 함메를의 무사 생환을 기원하는 집회를 열었으며, 4월 30일까지 32,000개의 서명을 받아 그와 함께 구금되어 있는 3명의 기자들의 석방을 위한 온라인 탄원서를 올렸다.
5월 3일 세계 언론 자유의 날에 함메를을 위한 철야 시위가 런던의 플리트 스트리트에 위치한 세인트 브라이드 교회와 요하네스버그의 언론 진흥연구소에서 열렸다. 5월 14일 함메를이 외부와 연락을 한 마지막 날 이후로 40일 지났다. 가족들은 그의 무사 생환을 염원하며 "안톤을 위한 희망의 노란 리본 달기 캠페인"을 시작했으며 전 세계 사람들의 참여를 요청했다. 노란 리본은 미국에서 전쟁에 참여하는 남편을 둔 아내나 가족들이 나무에 노란 리본을 묶고 무사귀환을 바라며 기다린 것에서 유래된 상징이다. 5월 17일 리비아 정부는 함메를을 석방할 것이라고 주장했다. 5월 18일 폴리, 길리스, 브라보와 억류되어있던 영국 기자인 니겔 챈들러 또한 석방되었다. 그리고 트리폴리에 있는 릭소스 호텔로 그들을 데려갔다. 함메를의 가족과 친구들은 석방이 전개되는 장면을 생중계로 시청했다.
기자들이 석방되고, 가족들은 카다피 정부가 함메를의 죽음을 은폐하려고 했다는 사실을 알게 되었다. 5월 19일 영국 서머타임 기준으로 저녁 10시에 페니 수크라지는 남아공 정부 관계자로부터 전화를 받았다. 그들은 그녀에게 함메를이 카다피 충신들이 쏜 총에 맞아 사막에서 사망한 것으로 추정된다고 말했다. 그날 밤늦게, 수크라지는 남편의 죽음을 포함해 마지막 순간을 목격한 길리스와 폴리와 이야기를 나눴다. 그들은 그의 죽음에 관해 언급할 경우 자신들의 자유의 기회와 목숨이 위태로워질 수도 있음을 우려해 함메를의 죽음을 비밀로 지켜야 했다고 말했다. 함메를의 가족은 그의 죽음을 알기 전에 남아공 기자이자 친구인 데스 라담을 리비아로 보내 조금 더 적극적인 수색을 준비하고 있었다.
5월 26일에 주마 대통령은 리비아 방문을 준비하고 있었다. 함메를의 가족은 그의 영향력을 이용해 카다피 정부로부터 남아공으로 시신 인도를 요청했다. 6월 2일 400명 이상의 친구들과 가족들이 그를 추모하기 위해 요하네스버그의 히즈 피플 교회에 모였다.
9월 8일 함메를의 친구와 가족, 동료들은 런던의 추도식을 위해 플리트 스트리트의 세인트 브라이드 교회로 돌아갔다. 가족들은 함메를의 시신을 인도 받기 위해 계속해서 노력을 기울였다.
11월 1일 수크라지는 리비아 시민들에게 "우리의 마음과 눈과 귀가 되어 안톤의 유해의 행방을 찾기 위한 도움을 요청드립니다."라는 내용의 서한을 공개했다.

## 대중의 반응
남아프리카공화국 국제관계협력부(DIRCO)는 함메를의 위치를 파악하는 데에 초점을 맞춰 리비아에서의 미션을 재개했다. 남아공과 오스트리아 정부는 리비아와의 갈등에 있어 양국 모두가 외교적인 노력이 필요하다는 것을 알고, 그의 시신을 인도 받고 제대로 된 장례를 치르기 위해 서로 협력하기 시작했다.
2011년 12월 6일 국제관계협력부 야당의 장관은, 그의 실종기간에 그의 신변의 안전 보장에 대한 확인과 적극적인 조치를 취하지 않은 남아공 정부에게 책임을 물었다. 국제관계협력부는 내전으로 인해 상황이 어려웠다고 말했다. 페니 수크라지는 비영리단체를 구성하여 그의 실종에 관한 소식을 확산시킬 수 있었다.
국제기자연맹의 회장은 "사실을 은폐하려고 한 리비아 정부에 의해 살해당한 충격적인 그의 사망 뉴스를 어떻게 감당할 수 있을지 모르겠다. 우리는 그의 부인 페니 수크라지에게 진심으로 애도의 말씀을 올린다."라고 말했다. 요하네스버그 프레스 클럽의 부회장인 막셀 드 콕은 만약 기자들이 계속해서 리비아 내전의 전투와 국제법 위반 과정을 폭로하는 취재를 진행한다면, 그들은 전쟁과 분쟁지역에서 반드시 보호받아야 한다고 강조했다.

## 수상과 영예
- 1997: 월드프레스포토의 주프 스와트 마스터 클래스[45]
- 1997: 올해의 압둘 샤리프 인도주의 사진작가상[45]
- 1999: 올해의 압둘 샤리프 인도주의 사진작가상[45]
- 2005: 올해의 몬디 샨두카 사진작가[45]
- 2006: 올해의 후지 아프리카 뉴스 이미지[45]
- 2011: 냇 나카사 어워즈[46]